# Albert Göring
Albert Göring (ur. 9 marca 1895 we Friedenau, zm. 20 grudnia 1966 w Monachium) – niemiecki inżynier i przedsiębiorca, młodszy brat Hermanna Göringa i zadeklarowany antynazista, pomagający ofiarom nazistowskich prześladowań.

## Życiorys
Albert Göring urodził się 9 marca 1895 roku w berlińskim przedmieściu Friedenau. Możliwe, że jego ojcem był kochanek matki, bogaty lekarz żydowskiego pochodzenia Hermann von Epenstein. Badacz życia Göringa, William Hastings Burke, wspomina o ich wielkim podobieństwie. Oficjalnie był synem Heinricha Göringa, niemieckiego komisarza w Niemieckiej Afryce Południowo-Zachodniej i konsula generalnego na Haiti, oraz Franziski Tiefenbrunn. Wśród przodków jego ojca znajdowali się Szwajcarzy pochodzenia żydowskiego, którzy przyjęli chrześcijaństwo w XV wieku; jego dalekim krewnym był m.in. Ferdinand von Zeppelin.
Przed dojściem do władzy nazistów prowadził życie bon vivanta i zajmował się produkcją filmów. W 1933 roku wyemigrował z Niemiec do Austrii.
W okresie II wojny światowej pracował w zakładach Skody, gdzie także zajmował się pomocą aresztowanym, doprowadzając do ich zwalniania.
W 1945 roku razem z bratem trafił do więzienia w Augsburgu. Został uniewinniony dzięki zeznaniom majora Parkera, który okazał się krewnym osoby uratowanej przez Alberta Göringa.
Według ustaleń Williama Burke’a można udokumentować 92 przypadki osób uratowanych przez Göringa, ale najprawdopodobniej nie jest to pełna lista. Z inicjatywy Burke’a w instytucie Jad Waszem ma rozpocząć się procedura, zmierzająca do ustalenia, czy możliwe jest nadanie tytułu „Sprawiedliwego wśród Narodów Świata”.
Albert Göring zmarł w 1966 roku w Monachium.